# Katharine Carl

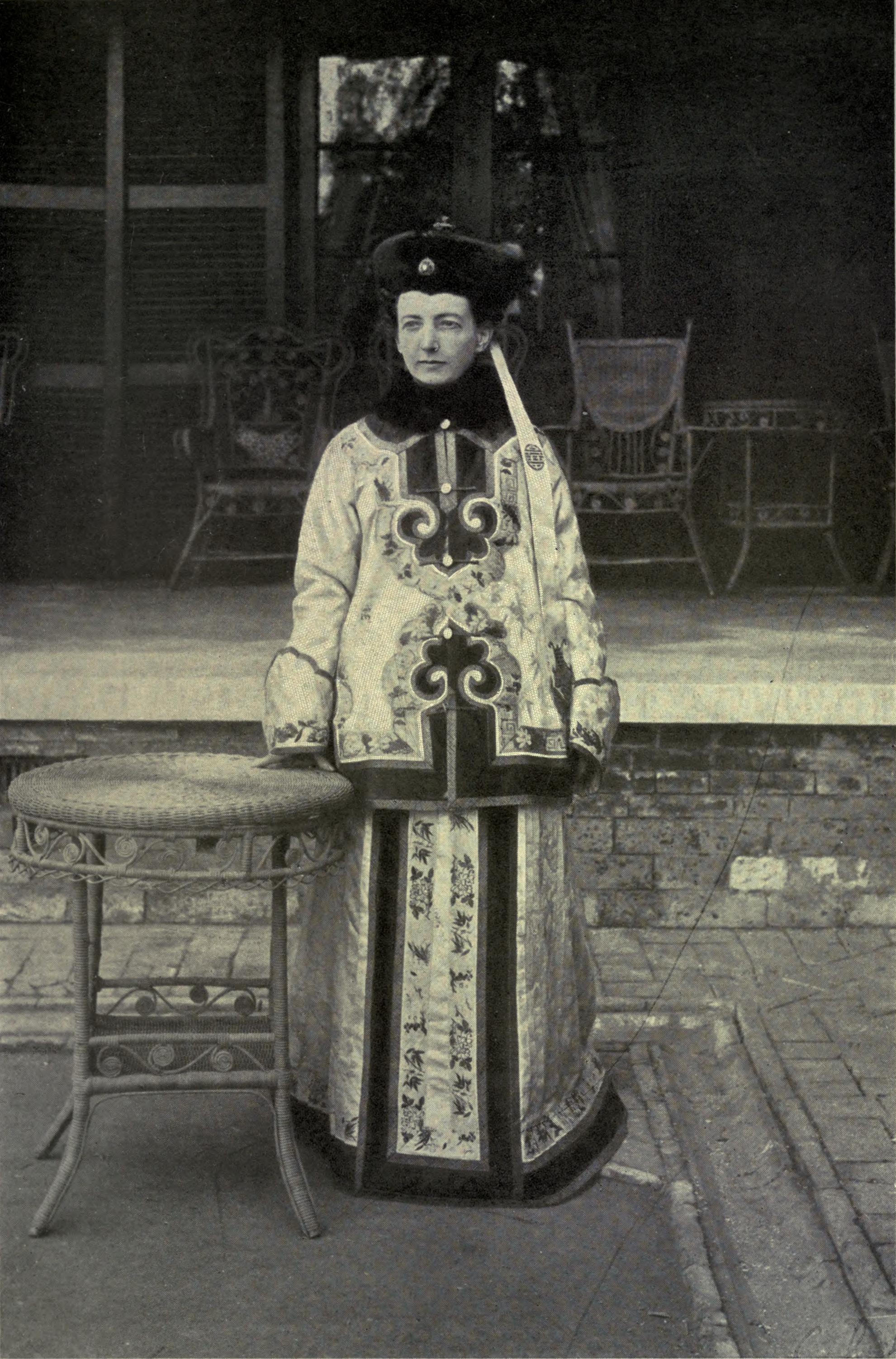
Carl in einer chinesischen Tracht (1905)

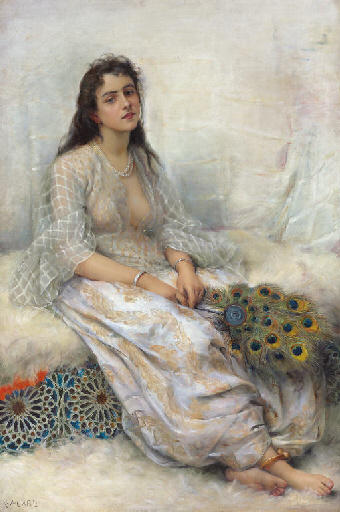
Katharine Carl, An Oriental Beauty

Katharine Augusta Carl, auch Katherine Carl (* 12. Februar 1865 in New Orleans, Louisiana; † 7. Dezember 1938 in New York City), war eine US-amerikanische Porträtmalerin und Autorin. Sie fertigte Bilder von bemerkenswerten und königlichen Personen in den Vereinigten Staaten, Europa und Asien an. Im Jahr 1903 lebte sie neun Monate lang in China und arbeitete dort an einem Porträt der Kaiserinwitwe Cixi für die Louisiana Purchase Exposition. Zurück in Amerika, veröffentlichte sie ein Buch über ihre Erfahrungen mit dem Titel With the Empress Dowager.

## Leben
Katharine Augusta Carl wurde in New Orleans als Tochter von Francis Augustus Carl und Mary Breadon Carl geboren. Sie hatte einen Bruder namens Francis A. Carl.
Carl machte ihren Master of Arts am Tennessee State Female College im Jahr 1882. Sie studierte Kunst bei Gustave-Claude-Etienne Courtois und William-Adolphe Bouguereau in Paris und stellte später ihre Arbeiten in Pariser Salons aus.

## Werk

### Überblick
Carl malte Porträts wie zum Beispiel die Porträts von Mahomet Ali und Prinz El Hadj im Jahr 1892 in Algier. Auch Paul Samuel Reinsch und Sir Richard Dame wurden von ihr porträtiert.
Während ihrer kompletten Karriere reiste sie viele Male malend durch Europa und China. In London war sie ein Mitglied des Lyceum Clubs und der International Society of Women Painters. Auch war sie Mitglied der Société des Artistes Français in Paris, der International Jury of Fine Arts und der International Jury of Applied Arts of the Louisiana Purchase Exposition.

### China und die Kaiserinwitwe Cixi

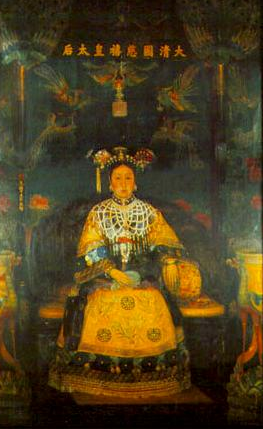
Kaiserinwitwe Cixi, 1904, ein Geschenk für Präsident Theodore Roosevelt, der es der Sammlung der Smithsonian Institutions übergab

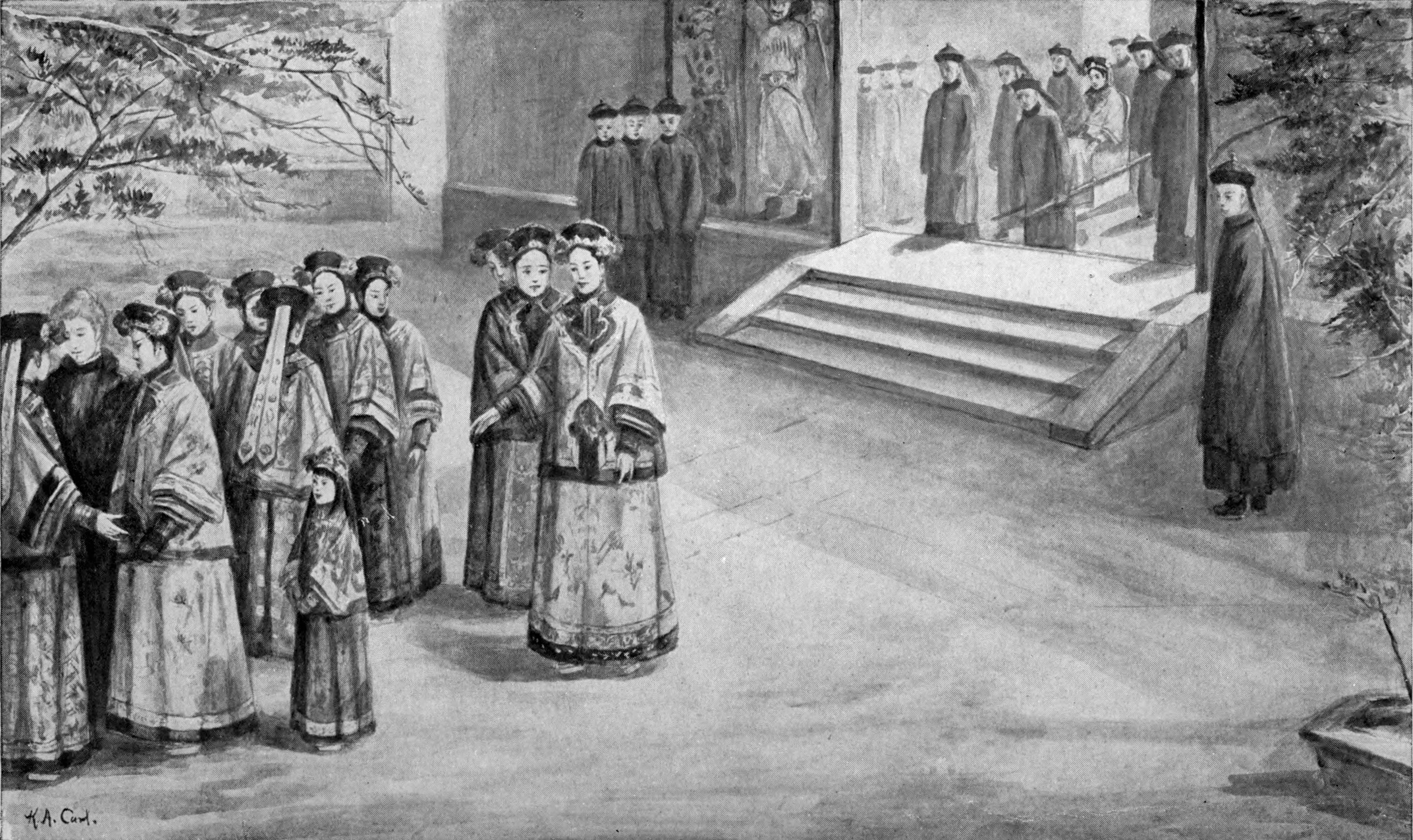
Court in the Winter Palace, 1904

Katharine Carl bekam von Sarah Pike Conger, der Ehefrau des amerikanischen Botschafters Edwin H. Conger, das Angebot im Sommer 1903 nach China zu reisen und Porträts der Kaiserwitwe Cixi für die Chinesische Ausstellung im Jahr 1904 auf der Louisiana Purchase Exposition zu malen. Sie verbrachte neun Monate in China und malte vier Porträts der Kaiserwitwe. Später schrieb sie ihre Erinnerungen als die einzige westliche Ausländerin, die auf dem Gelände der Verbotenen Stadt in deren letzten Tagen lebte, und veröffentlichte dieses Buch im Jahr 1906.

“I was obliged to follow, in every detail, centuries-old conventions. There could be no shadows and very little perspective, and everything must be painted in such full light as to lose all relief and picturesque effect. When I saw I must represent Her Majesty in such a conventional way as to make her unusually attractive personality banal, I was no longer filled with the ardent enthusiasm for my work with which I had begun it, and I had many a heartache and much inward rebellion before I settled on the inevitable.”

„Ich war verpflichtet, in jedem Detail, Jahrhunderte alten Konventionen zu folgen. Es durften keine Schatten und sehr wenig Perspektive geben und alles musste so voller Licht gemalt sein, dass jedes Relief und jede malerische Wirkung verloren gingen. Als ich feststellte, dass ich ihre Majestät in einer derartig konventioneller Art und Weise darstellen musste, die ihre außergewöhnlich attraktive Persönlichkeit banal machte, war ich nicht mehr mit der leidenschaftlichen Begeisterung für meine Arbeit erfüllt, mit dem ich sie begonnen hatte, und ich hatte so manchen Kummer und eine große innere Rebellion, bevor ich mich dem unvermeidlichen stellte.“

Sie lebte neun Monate in der Verbotenen Stadt, unter der Voraussetzung, dass sie keine Informationen über diese verbreiten würde. Die Kaiserinwitwe Cixi schenkte Katharine Carl einen Pekinesen und ehrte sie mit den Orden Double Dragon und Flaming Pearl.
Katharine Carls Aufzeichnungen über ihre Zeit in China bieten in ihrem Buch With the Empress Dowager of China eine einzigartige und intime Beurteilung der Kaiserinwitwe Cixi, in der diese entgegen der bis dahin herrschenden Meinung als freundliche und aufmerksame Frau beschrieben wird. Anm.
Zu ihrer Bestürzung meldete die Presse jedoch fälschlicherweise, dass sie wenig schmeichelhafte Bemerkungen über die Kaiserin gemacht habe.

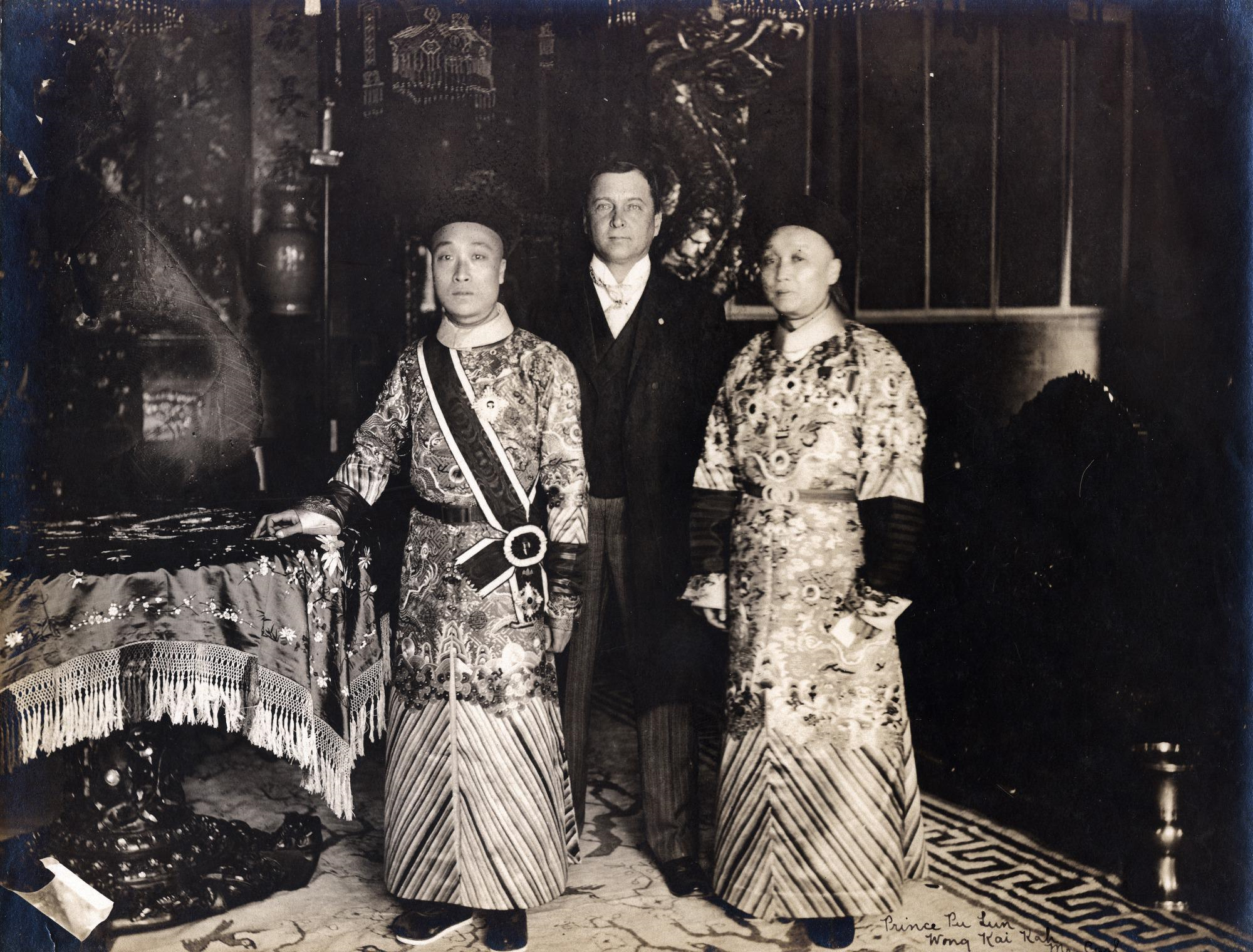
Prince Pu Lin, Francis A. Carl (Katharine Carls Bruder) und Wong Kai Koh am Chinesischen Empfang auf der Weltausstellung 1904, wo ihre Bilder ausgestellt wurden.

Carls Bruder, Francis Carl, arbeitete für Sir Robert Hart am Chinese Maritime Customs Service.
Sie wohnte offenbar zu einem bestimmten Zeitpunkt in Harts Haus und wurde von ihm als „sehr luftig – ganz ein Tornado“ beschrieben. Während ihres Aufenthalts in China malte sie Porträts von H. E. Tseng, dem ehemaligen Kammerherrn des chinesischen Kaisers, und dem ehemaligen Präsidenten der Republik von China, Li Yuanhung.

### Spätere Jahre
Später lebte sie in New York City, am Washington Square Park und hatte ein Atelier in der City.
Danach lebte sie in der East Seventy Eight Street in New York City. Carl starb am 7. Dezember 1938 im Lenox Hill Hospital an Verbrühungen, die sie sich während eines Bades in ihrem Appartement zugezogen hatte.